# De beentjes van Sint-Hildegard
De beentjes van Sint-Hildegard is een tragikomische Nederlandse film uit 2020 met in de hoofdrollen Herman Finkers en Johanna ter Steege. De film wordt grotendeels gesproken in de Twentse streektaal. Het scenario van de film werd geschreven door Herman Finkers, en is een bewerking van de Tsjechische film Teorie tygra uit 2016.

## Verhaal
Het verhaal begint wanneer Arend, de 89-jarige schoonvader van hoofdpersoon Jan (Herman Finkers), besluit om zijn grootste wens in vervulling te laten gaan. Hij is al jaren van plan om een voetreis te maken naar Rüdesheim aan de Rijn waar zich de beenderen van Sint Hildegard bevinden. Zijn vrouw heeft daar echter steeds een stokje voor gestoken. Wanneer hij op een ochtend de stoute schoenen aantrekt en met zijn ezel aan de reis begint, stort hij in Bad Bentheim ter aarde en overlijdt hij.
Jan is reeds 35 jaar getrouwd met Gedda en heeft met haar twee kinderen. Hij is veearts, en Gedda werkt aan de Universiteit Twente, waar ze onderzoek heeft gedaan naar de toegenomen levensverwachting van mannen die door vrouwen bij alles worden bijgestaan. Ze is magna cum laude gepromoveerd op dit onderwerp. In de aanloop naar de begrafenis van Arend, die zelf liever gecremeerd en bij de Loreley uitgestrooid had willen worden, realiseert Jan zich hoe weinig Arend thuis te zeggen had en hoe veel zijn vrouw Gedda in die zin op haar moeder lijkt. Gedda ziet het huwelijk als een vorm van begeleid wonen en bepaalt daarom alles wat Jan moet doen. Jan besluit dat hij dit patroon moet doorbreken. Hij gooit het op een akkoordje met de begrafenisondernemer en laat het lichaam van Arend stiekem opgraven en cremeren om toch de laatste wens van zijn schoonvader in vervulling te laten gaan.
Wanneer een bevriend echtpaar aangeeft dat ze uit elkaar gaan, polst Jan voorzichtig bij Gedda hoe ze zou reageren als hij zou willen scheiden. Gedda merkt de serieuze ondertoon in de vraagstelling niet, en grapt dat ze nóóit meer van elkaar af komen. Om haar niet tegen te hoeven spreken, én omdat hij schatplichtig aan Gedda is toen ze hem 35 jaar geleden door een moeilijke periode heen sleepte, schuift hij een scheiding als oplossing aan de kant.
Na een bezoek aan een zieke geit krijgt Jan echter een bijzonder idee: hij besluit net te doen alsof hij aan de ziekte van Alzheimer lijdt, zodat hij kan worden opgenomen in een verpleeghuis en zo eindelijk bevrijd is van de regelzucht van zijn vrouw.
De directeur van het verpleeghuis heeft echter al snel door dat er niets met Jan aan de hand is. Na een week tot rust komen tussen de mensen met dementie krijgt Jan van de directeur nog een week de tijd om over de situatie na te denken en keuzes te maken voordat hij Jan weer terug naar zijn vrouw zal sturen. Hij stuurt Jan erop uit, die vervolgens met de trein naar Bad Bentheim vertrekt, om vanaf daar de pelgrimstocht naar Sint Hildegard af te maken die zijn schoonvader begonnen was. Hij neemt zijn beide kinderen in vertrouwen en laat ze naar Duitsland overkomen om hun de hele situatie uit te leggen en hem op zijn reis te vergezellen. De ziekelijk jaloerse vriend van Jans dochter weet de verblijfplaats van het drietal echter te achterhalen en zo valt Jan uiteindelijk bij Gedda door de mand.
Jan maakt aan Gedda duidelijk dat hij heel veel van haar houdt, maar dat hij graag zelf de regie over zijn leven terug wil. Na een kort moment van bezinning over de nieuwe situatie vervalt Gedda echter weer in haar oude gewoonten van regelzucht. Ze geeft aan dat ze niet kan veranderen. Jan pakt hierop zijn tas om per direct de pelgrimstocht van zijn schoonvader af te maken. Terwijl Gedda op haar werk een college geeft over hoe betreurenswaardig het leven van een alleenstaande man is, geniet Jan, deze keer vergezeld door de ezel van Arend, blijmoedig van zijn tocht langs de Rijn, waarin hij uiteindelijk de as van zijn schoonvader uitstrooit, en waarna hij bij Sint Hildegard een kaarsje aansteekt.

## Rolverdeling
| Acteur                | Personage                              |
| --------------------- | -------------------------------------- |
| Herman Finkers        | Jan (hoofdpersoon)                     |
| Johanna ter Steege    | Gedda (vrouw van Jan)                  |
| Leonie ter Braak      | Liesbeth (dochter van Jan)             |
| Jan Roerink           | Opa Arend (schoonvader van Jan)        |
| Annie Beumers         | Oma Sinie (schoonmoeder van Jan)       |
| Ferdi Stofmeel        | Erik (jaloerse vriend van Liesbeth)    |
| Erik Dijkstra         | Mark (ex-man van Liesbeth)             |
| Mick Idzes            | Driekus (zoontje van Liesbeth en Mark) |
| Stef Assen            | Peter (zoon van Jan)                   |
| Aniek Stokkers        | Ilse (schoondochter van Jan)           |
| Daphne Bunskoek       | Julia (fotografe)                      |
| Reinier Bulder        | Antoon (directeur verpleeghuis)        |
| Jos Brummelhuis       | Bert Dammink                           |
| Jeffrey Spalburg      | Agent                                  |
| Karlijn Lansink       | Neuroloog                              |
| Belinda van der Stoep | Uroloog                                |

## Totstandkoming
Finkers en Nijenhuis hadden in 2005 al eens met elkaar samengewerkt bij de productie van Van jonge leu en oale groond, een soapserie in het Twents voor de lokale omroep RTV Oost. In 2017 werd bekendgemaakt dat ze samen een film in het Twents zouden maken. De opnames startten in 2018.
Voor het scenario had Nijenhuis het script van de film Teorie tygra aangekocht. Op aanraden van collega Pavel Mirek was hij deze Tsjechische film uit 2016 gaan bekijken, en het verhaal prikkelde hem: “Terwijl ik keek was ik heel nieuwsgierig of dit huwelijk het wel zou redden.”
Het script werd door Finkers bewerkt tot een verhaal dat zich afspeelt in zijn thuisstreek Twente. Ook maakte hij het verhaal luchtiger en stak hij er meer humor in. Veel van de dialogen schreef hij twee keer: In het Twents, voor in de film zelf en in het Nederlands, voor in de ondertiteling.
Bij het schrijven van het scenario putte Finkers onder andere uit zijn eigen ervaringen met dementie. Zo verwerkte hij in de film onder meer enkele herinneringen uit de tijd dat zijn moeder met Alzheimer in het verzorgingstehuis zat.

## Ontvangst
De premiere, oorspronkelijk gepland voor 2019, vond plaats op 13 februari 2020, met een voorpremiere op 12 februari in bioscoop Kinepolis in Enschede. De film was een succes in de Nederlandse bioscopen en werd positief gerecenseerd. Binnen enkele weken kreeg de film de Gouden Film status, en vervolgens de Platina Film status. In september 2020 hadden, ondanks beperkingen vanwege de coronacrisis, ruim 700.000 bioscoopbezoekers De Beentjes van Sint-Hildegard gezien. De film was in Nederland de op twee na best bezochte film van 2020, en moest enkel 1917 en Tenet voor zich dulden.
Voor de jaarlijkse Gouden Kalveren kreeg de film drie nominaties: Beste film, Beste scenario en Beste montage. Door de Kring van Nederlandse Filmjournalisten (KNF) werd de film verkozen tot 'Beste bioscooptitel van eigen bodem'. Op Koningsdag 2021 keken er 2,5 miljoen kijkers op televisie, waarmee dit de best bekeken film is sinds de kijkcijfers worden bijgehouden. Met uitgesteld kijken kwam het tot bijna 4 miljoen kijkers. Ter vergelijking: de best bekeken film op de Nederlandse televisie in 2020 was de James Bondfilm Skyfall, met 1.1 miljoen kijkers.
Ruim een half jaar later, op Eerste Kerstdag 2021, werd de film opnieuw uitgezonden. De film trok deze keer 890 duizend kijkers en was na het NOS Journaal het best bekeken programma van die avond.Op 7 augustus 2022 werd de film voor de derde keer uitgezonden. Ook nu was het met 662.000 kijkers na het NOS Journaal het best bekeken programma van de avond.
Herman Finkers won met de film de Zilveren Krulstaart, een prijs voor het beste filmscenario van het jaar.
In 2021 werd de film verkocht aan de Spaanse distributeur La Aventura, die de film, met Spaanstalige nasynchronisatie, in de Spaanse bioscopen wilde gaan uitbrengen.

## Vergelijking metteorie tygra
Het verhaal volgt op hoofdlijnen de opzet van het Tsjechische origineel teorie tygra (ofwel tijgertheorie). De schoonvader van hoofdpersoon Jan sterft aan het begin van de film, wordt tegen zijn laatste wens in begraven, en dit leidt ertoe dat Jan zich realiseert dat zowel hij als zijn schoonvader in hun leven voortdurend door hun echtgenotes zijn kortgehouden. In beide films veinst Jan daarop Alzheimer om aan zijn vrouw te ontvluchten zonder te hoeven scheiden, komt zijn bedrog vervolgens uit, en vervult Jan uiteindelijk toch nog postuum de grote droom van zijn schoonvader. Ook zijn sommige scènes grotendeels overgenomen, zoals het stiekem opgraven van Jans schoonvader, het rigoureus snoeien van de coniferen en het drinken van een borrel bij de rouwfotografe.
Onder invloed van Herman Finkers is de Nederlandse bewerking echter luchtiger van aard dan het Tsjechisch origineel, en voorzien van Finkers' kenmerkende droge humor. De zwaarmoedige thematiek van de tijgertheorie, mannen - de tijgers - die door vrouwen getemd worden tot ze willoze tamme konijnen zijn, is in de Nederlandse bewerking verschoven naar hoe liefde een relatie kan verstikken. In de Nederlandse bewerking is Jan door Gedda 35 jaar geleden door een zware periode geloodst, en hij voelt zich daarom aan haar schatplichtig. De zorg van Gedda is echter in al die jaren niet minder geworden, en voelt inmiddels als beknellend. Ook is het niet schoonzoon Erik die wordt kortgehouden, maar dochter Liesbet die een vergelijkbare beknelling ervaart, veroorzaakt door haar ziekelijk jaloerse vriend Erik.
Daarnaast hebben ook de laatste wensen van Jans schoonvader Arend een andere invulling gekregen. In plaats van met het eigen bootje de rivier afzakken naar Hamburg, en uitgestrooid worden vanaf de pier in zijn woonplaats, wil Arend in de Nederlandse bewerking nog eenmaal een voetreis maken naar de beenderen van de heilige Sint Hildegard, en wil hij na zijn dood uitgestrooid worden bij de Lorelei. Verder zijn er scènes vernederlandst (oma vult haar weckpotten met appelmoes in plaats van met augurken, en Jan steelt een fiets in plaats van een kudde geiten) of aan de gewijzigde thematiek aangepast (Jan is vee-arts en hoeft daarom geen katten te castreren). Ook zijn er compleet nieuwe scènes geschreven. Ter illustratie: waar Jan in het oorspronkelijke script snel weer vrij komt uit de inrichting, daar zijn in de bewerking van Finkers meerdere scenes toegevoegd waarin Jan interactie heeft met verschillende bewoners van het verzorgingshuis.